# Меначо, Сесар
Сесар Алехандро Меначо Кларос (исп. César Alejandro Menacho Claros; род. 9 августа 1999, Санта-Крус-де-ла-Сьерра) — боливийский футболист, нападающий клуба «Блуминг» и сборной Боливии.

## Клубная карьера
Меначо — воспитанник клуба «Блуминг». 2 августа 2018 года в матче против «Реал Потоси» он дебютировал в боливийской Примере. 15 апреля 2019 года в поединке против «Гуабиры» Сесар забил свой первый гол за «Блуминг». В 2021 году Меначо перешёл в «Боливар». 13 марта в матче против «Гуабиры» он дебютировал за новую команду. В этом  же поединке Сесар забил свой первый гол за «Боливар». 
В 2022 году Меначо был арендован «Хорхе Вильстерманн». 7 февраля в матче против «Рояль Пари» он дебютировал за новую команду. В этом же поединке Сесар забил свой первый гол за «Хорхе Вильстерманн». В 2023 году Меначо вернулся в «Блуминг». 

## Международная карьера
В 2019 года Меначо в составе молодёжной сборной Боливии принял участие в молодёжном чемпионате Южной Америки в Чили. На турнире он сыграл в матчах против команд Чили, Колумбии, Венесуэлы и Бразилии.
10 октября 2020 года в отборочном матче чемпионата мира 2022 против сборной Бразилии Меначо дебютировал за сборную Боливии. 